# Exposición (fotografía)

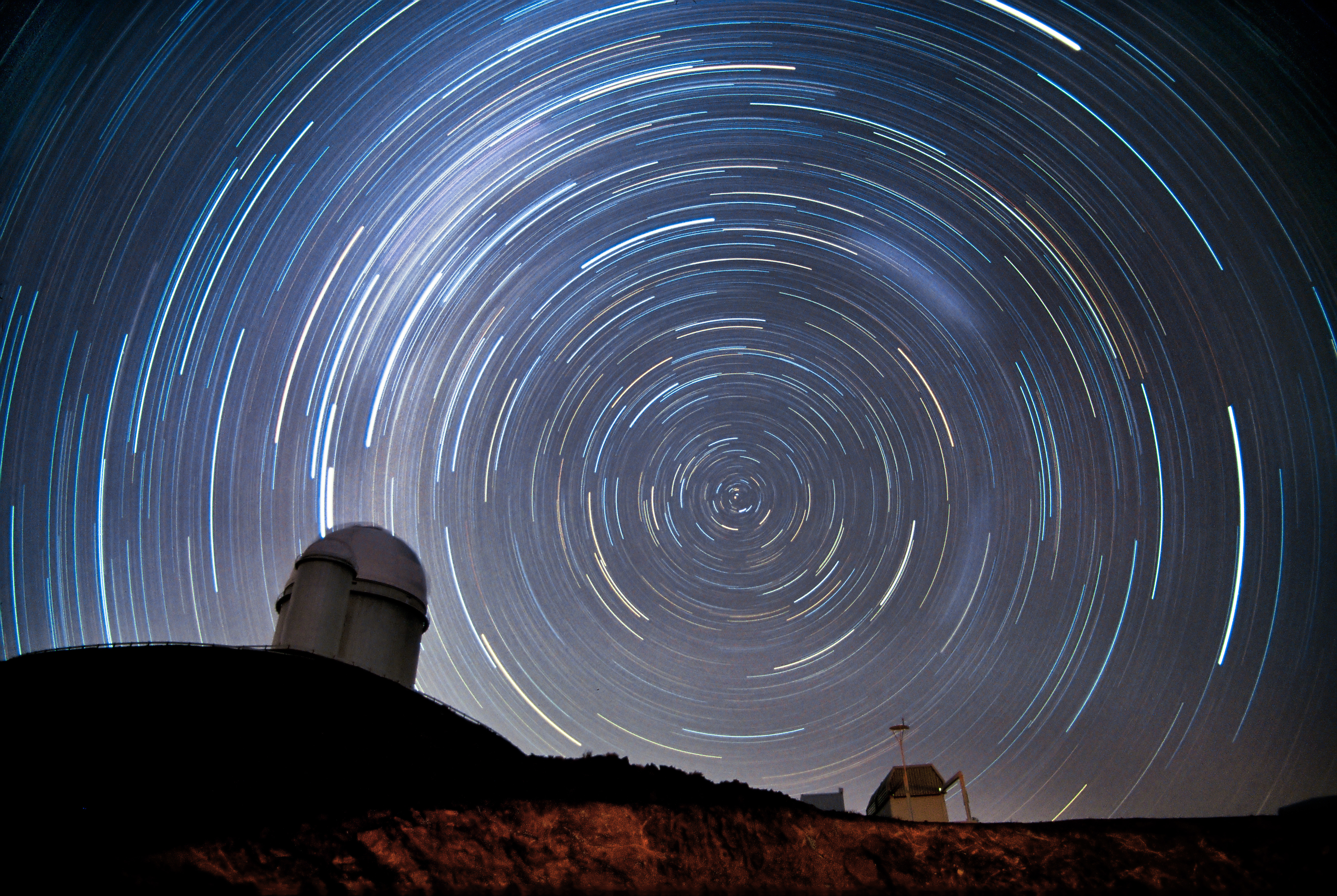
Una senda estelar en el Observatorio de La Silla al norte de Chile. Este tipo de fotografía que usa largos tiempos de exposición capta el movimiento aparente de las estrellas alrededor del polo celeste sur en el cielo nocturno debido a la rotación de la Tierra.

En fotografía, se llama exposición a la cantidad de luz que recibe el material fotosensible (en fotografía química) o el sensor de imagen (en fotografía digital) para que se forme una imagen. 
Matemáticamente: exposición = iluminancia x tiempo. 
Como indica la fórmula anterior, la exposición, que se mide en lux segundo, es una combinación del tiempo y del nivel de iluminación recibido por el material fotosensible.

## Control de la exposición
En una cámara, el tiempo de exposición queda controlado por la luminancia de la escena, la velocidad de obturación y el nivel de iluminación por la apertura de diafragma del objetivo. Además también influye la ISO que se esté utilizando. Se pueden realizar muchas combinaciones de diferentes aberturas de diafragma y velocidades con tal de que una cantidad determinada de luz llegue al sensor, logrando así conseguir una exposición concreta.

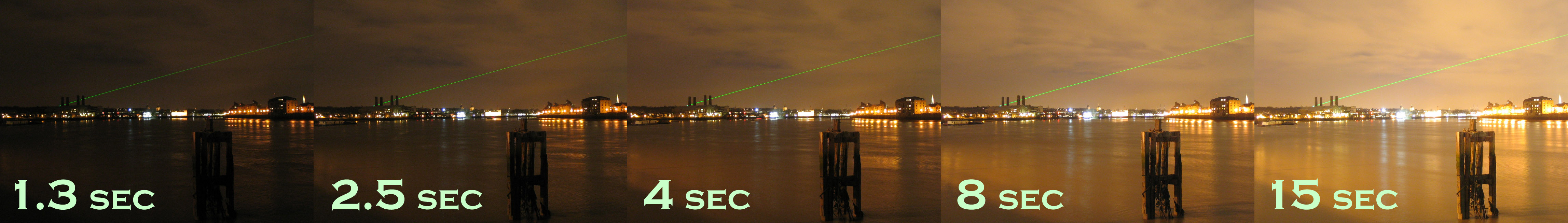
Una demostración del efecto de la exposición en la fotografía nocturna. Las velocidades de obturación más largas dan como resultado una mayor exposición.

Todas las cámaras digitales llevan un exposímetro que mide la cantidad de luz del motivo a fotografiar. Mediante el mismo, la propia cámara puede determinar la velocidad y abertura necesarias para conseguir una  exposición automática (normalmente identificado en el cuerpo de las cámaras por la abreviatura AE, de Automatic Exposure) correcta. No obstante, el propio sistema puede ser engañado si predominan los colores muy claros o muy oscuros, con lo que si no compensamos adecuadamente los errores, las fotos podrían salir sobreexpuestas o subexpuestas. 

Se pueden representar las combinaciones válidas de los tres factores de exposición (Sensibilidad [ISO], Apertura, Velocidad de Obturación) mediante un "Triangulo de Exposición"

### Valor de exposición
La velocidad de obturación y apertura se combinan en un solo número llamado valor de exposición (VE o EV en inglés). Hay fotómetros o exposímetros que ofrecen un valor de exposición en vez de la combinación de estos factores para ajustar la exposición.
Una tabla de valores de exposición tiene en la izquierda en vertical los valores de la abertura de diafragma y los de la parte inferior en horizontal, los de las velocidades de obturación. Los números de la fila horizontal superior y vertical derecha son los valores de exposición obtenidos con la combinación de las dos variables (velocidad y abertura). El valor de exposición (VE) se da teniendo en cuenta un valor ISO específico (usualmente ISO 100), por lo tanto, si este varía los valores se deben ajustar.

### Modos de exposición
Las cámaras tienen distintos modos de exposición, los cuales ofrecen al fotógrafo un nivel de control diferente. Normalmente se ofrecen cuatro opciones: el programa automático (P), el automático con prioridad a la abertura (A o Av), el automático con prioridad a la velocidad (S o Tv) y el que suelen usar los fotógrafos profesionales, el manual (M).

#### Programa automático (P)
La cámara ajusta la abertura de diafragma y la velocidad de obturación que considera más adecuada, de modo que controla totalmente la combinación de exposición. Este modo de exposición limita la interpretación personal de la imagen.
En la mayoría de las cámaras réflex hay variantes que permiten seleccionar el tipo de escena (como por ejemplo si es fotografía de deportes, retrato o un paisaje).

#### Automático con prioridad de abertura de diafragma (A o Av)
El fotógrafo ajusta la abertura y la sensibilidad (ISO) pero es la cámara la que ajusta la velocidad de obturación. Utilizando este modo el fotógrafo puede controlar la profundidad de campo y decidir si quiere que el fondo salga más o menos enfocado.

#### Automático con prioridad de velocidad de obturación (S o Tv)
El propio fotógrafo ajusta manualmente la velocidad de obturación y la sensibilidad (ISO), pero la cámara decide la abertura de diafragma De esta forma el fotógrafo tiene el control de la apariencia de movimiento, de modo que puede elegir una velocidad rápida (para captar un instante de forma nítida y sin movimiento) o lenta (para conseguir fotografiar la sensación de movimiento).

#### Manual (M)
El fotógrafo tiene control absoluto sobre todos los ajustes de exposición (ISO, velocidad y abertura). De esta forma, puede decidir con plena libertad cómo exponer la fotografía, permitiendo una libertad artística mayor que con los otros modos no es tan sencillo lograr.

## Exposición correcta
Podemos hablar de una exposición correcta cuando se logra el efecto que el fotógrafo ha pretendido transmitir. En otros casos, conlleva un equilibrio entre las luces y las sombras, consiguiendo detalle, color y todos los tonos posibles. 
Una aproximación a una exposición correcta la de la regla del soleado f 16, donde en un día soleado, la exposición correcta será la recíproca del ISO. Por ejemplo, si empleamos una película con sensibilidad 100 ISO la velocidad sería de 1/125 de segundo a f16 (1/125 de segundo es la velocidad de obturación más próxima a 1/100). Cuando en vez de estar soleado se tiene una ligera capa de nubes, la abertura se aumentará a f 11 manteniendo la velocidad de obturación, a f 8 con nubes medianamente densas y así sucesivamente, a medida que disminuye la luz solar.
| Sol radiante | Sol neblinoso | Sol débil | Nubes y claros | Nublado |
| ------------ | ------------- | --------- | -------------- | ------- |
| f 16         | f 11          | f 8       | f 5.6          | f 4     |